# هزدن-زلدة
هُزدَن-زُلدة (بالهولندية: Heusden-Zolder)هي بلدية تقع في بلجيكا في مقاطعة ليمبورغ بالقرب من هاسيلت. في 1 يناير 2006 كان عدد سكان اوسدان-زولده يبلغ 30.769 وتبلغ مساحتها الكلية 53.23 كيلومتر مربع والتي تعطي الكثافة السكانية 578 نسمة لكل كيلومتر مربع.

## المناخ
يظهر الجدول التالي التغييرات المناخية على مدار السنة لهُزدَن-زُلدة:
| البيانات المناخية لـهُزدَن-زُلدة          | البيانات المناخية لـهُزدَن-زُلدة | البيانات المناخية لـهُزدَن-زُلدة | البيانات المناخية لـهُزدَن-زُلدة | البيانات المناخية لـهُزدَن-زُلدة | البيانات المناخية لـهُزدَن-زُلدة | البيانات المناخية لـهُزدَن-زُلدة | البيانات المناخية لـهُزدَن-زُلدة | البيانات المناخية لـهُزدَن-زُلدة | البيانات المناخية لـهُزدَن-زُلدة | البيانات المناخية لـهُزدَن-زُلدة | البيانات المناخية لـهُزدَن-زُلدة | البيانات المناخية لـهُزدَن-زُلدة | البيانات المناخية لـهُزدَن-زُلدة |
| الشهر                                  | يناير                         | فبراير                        | مارس                          | أبريل                         | مايو                          | يونيو                         | يوليو                         | أغسطس                         | سبتمبر                        | أكتوبر                        | نوفمبر                        | ديسمبر                        | المعدل السنوي                 |
| -------------------------------------- | ----------------------------- | ----------------------------- | ----------------------------- | ----------------------------- | ----------------------------- | ----------------------------- | ----------------------------- | ----------------------------- | ----------------------------- | ----------------------------- | ----------------------------- | ----------------------------- | ----------------------------- |
| متوسط درجة الحرارة الكبرى °م (°ف)      | 6.0 (42.8)                    | 6.8 (44.2)                    | 10.6 (51.1)                   | 14.4 (57.9)                   | 19.0 (66.2)                   | 21.5 (70.7)                   | 23.9 (75.0)                   | 23.5 (74.3)                   | 19.5 (67.1)                   | 15.1 (59.2)                   | 9.8 (49.6)                    | 6.4 (43.5)                    | 14.6 (58.3)                   |
| المتوسط اليومي °م (°ف)                 | 3.0 (37.4)                    | 3.4 (38.1)                    | 6.6 (43.9)                    | 9.4 (48.9)                    | 13.6 (56.5)                   | 16.2 (61.2)                   | 18.5 (65.3)                   | 17.9 (64.2)                   | 14.7 (58.5)                   | 11.1 (52.0)                   | 6.7 (44.1)                    | 3.8 (38.8)                    | 10.4 (50.7)                   |
| متوسط درجة الحرارة الصغرى °م (°ف)      | 0.0 (32.0)                    | −0.2 (31.6)                   | 2.2 (36.0)                    | 4.0 (39.2)                    | 8.0 (46.4)                    | 10.8 (51.4)                   | 13.0 (55.4)                   | 12.4 (54.3)                   | 9.7 (49.5)                    | 6.6 (43.9)                    | 3.2 (37.8)                    | 1.0 (33.8)                    | 5.9 (42.6)                    |
| الهطول مم (إنش)                        | 72.3 (2.85)                   | 61.0 (2.40)                   | 66.4 (2.61)                   | 50.7 (2.00)                   | 66.4 (2.61)                   | 78.2 (3.08)                   | 78.5 (3.09)                   | 74.9 (2.95)                   | 67.1 (2.64)                   | 74.6 (2.94)                   | 75.7 (2.98)                   | 78.5 (3.09)                   | 844.5 (33.25)                 |
| متوسط أيام هطول الأمطار                | 13.2                          | 11.1                          | 13.0                          | 10.1                          | 11.2                          | 11.1                          | 10.9                          | 10.6                          | 10.8                          | 11.3                          | 12.9                          | 13.3                          | 139.4                         |
| ساعات سطوع الشمس الشهرية               | 57                            | 73                            | 120                           | 167                           | 201                           | 195                           | 207                           | 197                           | 139                           | 115                           | 62                            | 45                            | 1٬577                         |
| المصدر: Royal Meteorological Institute |                               |                               |                               |                               |                               |                               |                               |                               |                               |                               |                               |                               |                               |

## توأمة
لأوسدان-زولده اتفاقيات توأمة مع كل من:
- باد آرولزن
- بريلون
- هيسدين